# Segnitz
Segnitz este o comună din landul Bavaria, Germania.